# Požar na Krasu (2024)
18. julija 2024 je bil ob 9.46 javljen požar na pobočjih Trstelja ter Kančnika nad krajem Škrbina z dvema žariščema, enem na samem vrhu, drugim pa v bližini Lipe. Požar je skupno obsegal okrog 90 hektarjev površin, sprva pa je ocena znašala do 120 hektarjev.

## Intervencija
17. julija 2024 so oblasti izdale opozorilo za požarno ogroženost v jugozahodni Sloveniji.
18. julija okrog desete ure zagorelo na dveh lokacijah na pobočjih Trstelja (643 mnm) ter Kančnika na Kraški planoti. Do 10.30 je bilo na požarišču 45 gasilskih enot. Ob 10.34 je poveljnik slovenske civilne zaščite Srečko Šestan aktiviral državni načrt zaščite in reševanja. Prvi letalski odmet vode se je zgodil približno pol ure po prijavitvi požara. Ob 13.00 uri so pristojne oblasti organizirale tiskovno konferenco. Med gašenjem požara je bilo interventno izkrčenih 60 hektarjev gozda. Požar je sprva ogrožal komunikacijsko infrastrukturo na vrhu Trstelja ter Stjenkovo planinsko kočo pod vrhom Trstelja in od nje bil oddaljen 100 metrov, vendar so gasilci infrastrukturo obranili. Naselja v požaru niso bila ogrožena.
Na prizorišču je posredovalo tudi okrog 100 pripadnikov slovenske vojske, ki je med drugim poskrbela za prehrano. Aktivirana je bila civilna zaščita, ki je imela štab v Lipi. Tekom požara so občinske oblasti Občine Renče - Vogrsko zaradi visoke dimne ter toplotne obremenitve odsvetovale zadrževanje ljudi na prostem. Policija je izdala podoben poziv za širšo regijo, prav tako je prepovedala letenje dronov. Zaradi gasilskih intervencij je bilo zaprtih več cest na širšem območju Krasa. Evakuacij ljudi na območju ni bilo, na Trstelju so gasilci evakuirali čredo ovac. Odklopljen je bil meddržavni daljnovod Sredipolje–Divača. Pojavile so se govorice, da je bil požar podtaknjen in policija je te navedbe preverjala.
V nasprotju s požarom na Krasu 2022 je ta požar zajel območje, ki je z neeksplodiranimi ubojnimi sredstvi manj nevarno, vendar je okrog 15. ure v bližini gasilcev eksplodirala 75-mm granata iz prve svetovne vojne, ponoči pa še dve granati. Po prvotnih ocenah je požar zajel okrog 150 hektarjev gozda, vendar se je ta ocena kasneje izkazala za napačno. Letalsko-helikopterske enote so nad požarjem skupno izpustile 155.000 litrov vode, ki so poletavale do 18. ure, po podatkih Simona Vendramina, vodja intervencije pa je bilo iz vodovodnega sistema prav tako izčrpanih 3700 m3 vode. Požar do 17.30 še ni bil pod nadzorom. Gasilski letali sta vsakih 12 minut odvrgla 3000 litrov vode ter skupno opravili 56 naletov.
Nočni vodja intervencije je bil 19. julija 2024 so delno koordinacijo požara prevzeli gozdarji Zavoda za gozdove. Izvajalo se je mulčenje ter košnja sredinskih travnatih pasov na cestah kot tudi izsekavnje protipožarnih izsekov. Ob dvanajsti uri je bilo na požarišču 480 gasilcev, skupno pa 550 pripadnikov zaščitnih služb. Požar je bil do dvanajste ure pod nadzorom. 19. julija je prizorišče obiskal tudi predsednik vlade Robert Golob ter izpostavil prednosti nakupa gasilskih letal, spremembe zakonodaje ter nadgradnjo kraškega vodovoda.
V noči na 20. julij je pričel padati dež, ki je pomagal gasilcem pri zalivanju roba požarišča, na požarišču je interveniralo okrog 350 gasilcev. 20. julija je Srečko Šestan preklical načrt zaščite in reševanja. Skupno je na intervenciji posredovalo 400 gasilcev, tem pa so pomagali tudi helikopterji slovenske policije ter slovenske vojske in dva nova Air Tractorja AT-802, za katera je bilo to prvo posredovanje. Gasilske enote, ki so na Kras prispele 20. julija zjutraj so ostalim gasilskim enotam pomagale spravljati gasilske cevi z težko dostopnih terenov. Nekatere enote, ki so sicer napovedale prihod za jutro 20. julija, so morale intervencijo odpovedati zaradi posredovanj v lokalnih neurjih drugje po Sloveniji.
22. julija 2024 je okrog osme ure zjutraj ponovno zagorelo, vendar je bil ta manjši požar hitro pogašen. 22. julija so se odprle zaradi gasilskih intervencij zaprte ceste. Na območju širšega požarišča se je do 25. julija izvajala požarna straža.
Po pogašenem požaru je ministrica za kmetijstvo Mateja Čalušić opozorila na potrebo po poenostavitvi pridobivanja soglasij lastnikov zemljišč za izvajanje nadaljnjih protipožarnih ukrepov ter vzpostavitev sanacijskih načrtov.